# 豊田市の県道一覧
豊田市の県道一覧は、愛知県豊田市の市内を通る愛知県道の一覧。

## 主要地方道
- 6号0：愛知県道6号力石名古屋線（グリーンロード）[注釈 1]
- 11号：愛知県道11号豊田明智線
- 12号：愛知県道12号豊田一色線
- 13号：愛知県道13号豊田多治見線
- 19号：愛知県道19号土岐足助線
- 20号：愛知県道20号瑞浪大野瀬線
- 33号：愛知県道33号瀬戸設楽線
- 39号：愛知県道39号岡崎足助線
- 54号：愛知県道54号豊田知立線
- 56号：愛知県道56号名古屋岡崎線
- 58号：愛知県道58号名古屋豊田線
- 76号：愛知県道76号豊田安城線
- 77号：愛知県道77号足助下山線
- 80号：愛知県道80号東栄稲武線

## 一般県道
- 101号：愛知県道101号月瀬上矢作線
- 215号：愛知県道215号田籾名古屋線[注釈 2]
- 218号：愛知県道218号和合豊田線
- 230号：愛知県道230号鴛鴨安城線
- 232号：愛知県道232号鴛鴨みよし線
- 239号：愛知県道239号岡崎豊明線
- 283号：愛知県道283号加納東保見線
- 284号：愛知県道284号宮上知立線
- 288号：愛知県道288号豊田安城自転車道線
- 336号：愛知県道336号蘭鍛埜線
- 337号：愛知県道337号作手菅沼平瀬線
- 338号：愛知県道338号花沢桑原線
- 339号：愛知県道339号長沢東蔵前線
- 340号：愛知県道340号細川豊田線
- 341号：愛知県道341号加茂川志賀線
- 342号：愛知県道342号豊田市停車場線
- 343号：愛知県道343号則定豊田線
- 344号：愛知県道344号久木中金線
- 345号：愛知県道345号中金百々線
- 346号：愛知県道346号越戸停車場線
- 347号：愛知県道347号猿投停車場線
- 348号：愛知県道348号西中山越戸停車場線
- 349号：愛知県道349号深見亀首線
- 350号：愛知県道350号北一色東広瀬線
- 351号：愛知県道351号上仁木明智線
- 352号：愛知県道352号上渡合土岐線
- 353号：愛知県道353号大平折平線
- 354号：愛知県道354号平畑土岐線
- 355号：愛知県道355号島崎豊田線
- 356号：愛知県道356号大野瀬小渡線
- 357号：愛知県道357号平沢御蔵線
- 358号：愛知県道358号月原近岡線
- 359号：愛知県道359号坂上田振線
- 360号：愛知県道360号坂上大内線
- 361号：愛知県道361号坂上花沢線
- 362号：愛知県道362号東大沼足助線
- 363号：愛知県道363号作手善夫大沼線
- 364号：愛知県道364号田峯東大見線
- 366号：愛知県道366号小渡明川足助線
- 367号：愛知県道367号梨野川面線
- 477号：愛知県道477号東大見岡崎線
- 484号：愛知県道484号牛地大多賀線
- 485号：愛知県道485号沢田御作線
- 486号：愛知県道486号木瀬富田線
- 487号：愛知県道487号松平志賀中金線
- 488号：愛知県道488号三河豊田停車場大林線
- 489号：愛知県道489号本地鴛鴨線
- 490号：愛知県道490号笹戸稲武線
- 491号：愛知県道491号豊田環状線
- 520号：愛知県道520号豊田東郷線
- 523号：愛知県道523号広久手八草線